# Big Generator
A Big Generator a Yes tizenkettedik, 1987-ben megjelent stúdióalbuma, az utolsó, amit az Atlantic Recordsnál adott ki az együttes (a kiadó Atco részlegénél).
2007-ben újra kiadták – úgy, mint a többi Atlantic-os lemezt-, de ezúttal már a Rhino Records vállalta el a munkát

## A zene
A lemez zeneileg követi a 90125-öt (hiába a két stúdióalbum kiadása között eltelt 4 év), könnyedebb a hangvétel, egyszerűbbek a számok. Talán mondhatni, hogy ez a zenekar legkevésbé jó albuma.
Két sikeres szám akadt rajta: a Love Will Find A Way és a Rhythm Of Love. Utóbbi az utolsó daluk, mely az Amerikai Egyesült Államokban bekerült a Top 40-be.

## Számok
1. Rhythm of Love – 4:47
2. Big Generator – 4:33
3. Shoot High, Aim Low – 7:01
4. Almost Like Love – 4:58
5. Love Will Find a Way – 4:50
6. Final Eyes – 6:25
7. I'm Running – 7:37
8. Holy Lamb (Song for Harmonic Convergence) – 3:19

## Közreműködő zenészek
- Jon Anderson – ének
- Chris Squire – basszusgitár
- Trevor Rabin – gitár
- Bill Bruford – dob
- Tony Kaye – billentyűs hangszerek
- Jimmy "Z" Zavala – harmonika, kürt
- Trevor Horn – kürt, producer
- Greg Smith – kürt
- Nick Lane – kürt
- Lee Thornburg – kürt
- Greg "Frosty" Smith – kürt